# نادیا کاسینی
جانا لو کاسینی (به ایتالیایی: Gianna Lou Cassini؛ ۲ ژانویهٔ ۱۹۴۹ – ۱۸ مارس ۲۰۲۵) که بیشتر با نام هنری‌اش نادیا کاسینی شناخته می‌شود، بازیگر، خواننده و شوگرل ایتالیایی‌تبار اهل ایالات متحده آمریکا بود که دههٔ ۱۹۷۰ و اوایل دههٔ ۱۹۸۰، بابت بازی در فیلم‌های بهره‌کشی ایتالیایی به‌ویژه سبک کمدی سکسی سبک ایتالیایی در اواخر دههٔ ۱۹۷۰، شهرت داشت.

## اوایل زندگی
کاسینی در ۲ ژانویهٔ ۱۹۴۹ در وودستاک، نیویورک زاده شد. پدرِ آلمانی-آمریکایی‌اش، هریسون مولر سینیور (۱۹۹۸–۱۹۲۹) و مادر ایتالیایی-آمریکایی پاتریشیا، هر دو رقصنده و بازیگر حرفه‌ای بودند. او در سنین پایین خانواده خود را ترک کرد و به خارج از کشور به عنوان استریپر مشغول به کار شد. او با بسیاری از مردان ثروتمند و مشهور از جمله ژرژ سیمنون رابطه داشت. کاسینی در سال ۱۹۶۸ به ایتالیا نقل مکان کرد.

## حرفه
کاسینی نخستین نقش‌های سینمایی خود را در سال ۱۹۷۰ ایفا کرد و در فیلم طلاق (۱۹۷۰) ظاهر شد و در همان سال اولین نقش اصلی خود را در فیلم خدای مار اثر پی‌یرو ویوارلی بازی کرد. او در فیلم‌هایی مانند پالپ (۱۹۷۲)، خوش‌زبان را ببین (نام دیگر:امانوئل خوش‌زبان) (۱۹۷۶) و جنگ ستارگان ورای بعد سوم (۱۹۷۸) نقش‌آفرینی نمود تا آنکه با بازی در فیلم‌های سبک کمدی سکسی سبک ایتالیایی به موفقیت بزرگی دست یافت (مشتمل بر مجموعه‌ای از فیلم‌ها بازی لینو بانفی مابین سال‌های ۱۹۷۹ و ۱۹۸۰)، به‌ویژه خانم معلم با همه کلاس… می‌رقصد (۱۹۷۹)، خانم پرستار در تیمارستان نظامی (۱۹۷۹) و خانم دکتر رفته پیش جناب سرهنگ! (۱۹۸۰).
در دههٔ ۱۹۸۰، کاسینی پس از حضور در برخی از برنامه‌های تلویزیونی موفق مانند برنامه رنگارنگ درایو این و همچنین پاداشِ در خورِ توجه به عنوان یک شوگرل، دچار سانحه‌ای شد که در اثر آن چهره‌اش تا حدی تغییر شکل یافت و گوش راست خود در یک عمل جراحی پلاستیک ناموفق از دست داد.
کاسینی پس از بازنشستگی از بازیگری در ایتالیا، برای تلویزیون فرانسه کار کرد و بعداً به ایالات متحده آمریکا بازگشت.
او در سال ۱۹۷۸، اولین آلبوم خود با نام برخوردهای یک بچهٔ عاشق را منتشر کرد. او در سال ۱۹۸۲ مشهورترین تک‌آهنگ خود را به نام «وقتی (دارم عاشق می‌شوم) / امشب خود را تسلیم چه کسی می‌کنم؟» منتشر کرد. او در سال ۱۹۸۳ دومین آلبوم آماده شو خود را با منتشر کرد که مشهورترین آلبوم او شد. او در سال ۱۹۸۵ سومین و آخرین آلبوم خود را رویاهایی با پنج آهنگ منتشر کرد

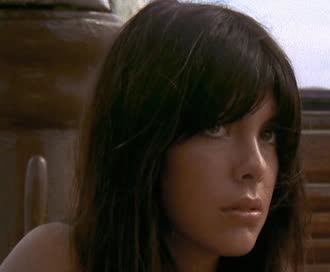
نادیا کاسینی در یکی از فیلم‌هایش در سال ۱۹۷۰

## زندگی خصوصی
کاسینی در سال ۱۹۶۹ با ایگور کاسینی، روزنامه‌نگار آمریکایی که از اشراف روسی و ایتالیایی بود، ازدواج کرد. وی در سال ۱۹۷۲ از ایگور طلاق گرفت و به همراه دوست‌پسرش، بازیگر یونانی یورگو وویجیس، به لندن نقل مکان کرد. دختر آنها، کاساندرا، در سال ۱۹۷۷ به دنیا آمد و کاسینی یک سال بعد در سال ۱۹۷۸ به سینما بازگشت.

## گزیدهٔ نقش‌آفرینی‌ها
- جووانی، خوش‌تیپ و احتمالاً ثروتمند (۱۹۸۲)
- مددکار اجتماعی آتشین‌مزاج (۱۹۸۱)
- تمام آنچه باید آشکار شود (۱۹۸۱)
- خانم دکتر رفته پیش جناب سرهنگ! (۱۹۸۰)
- خانم پرستار در تیمارستان نظامی (۱۹۷۹)
- خانم معلم با همه کلاس… می‌رقصد (۱۹۷۹)
- من زامبی، تو زامبی، او زامبی (۱۹۷۹)
- جنگ ستارگان ورای بعد سوم (۱۹۷۸)
- سکس با لبخند ۲ (۱۹۷۶)
- خوش‌زبان را ببین (۱۹۷۶)
- پالپ (۱۹۷۲)
- طلاق (۱۹۷۰)
- ایزدمار (۱۹۷۰)

## درگذشت
کاسینی در ۱۸ مارس ۲۰۲۵، در رجو کالابریا، ایتالیا در سن ۷۶ سالگی بر اثر بیماری درگذشت.